# Pinus nelsonii
Pinus nelsonii Shaw – gatunek drzewa iglastego z rodziny sosnowatych (Pinaceae). Występuje w północno-wschodnim Meksyku, na terenie Nuevo León, San Luis Potosí i Tamaulipas.

## Morfologia
PokrójNiewielkie drzewo o koronie zaokrąglonej, gęstej, ze wzniesionymi gałęziami.
PieńOsiąga 6–7 m, rzadko 10 m wysokości. Kora szara i gładka na gałęziach do ok. 15 dm średnicy, na starszych ciemna, podłużnie spękana.
LiścieIgły zebrane po 3(4) na krótkopędach, żółtozielone. Osiągają 1,5–4 cm długości i 1–1,4 mm grubości.
SzyszkiSzyszki żeńskie cylindryczne, długości 6–12 cm, szerokości 4–5 cm, osadzone na szypułce o długości 3–7 cm i grubości 7–10 mm. Nasiona o rozmiarze do 10–12 mm, opatrzone skrzydełkiem długości 1–2 mm.

## Biologia i ekologia
Drzewo wiatropylne. Szyszki nasienne dojrzewają w ciągu 18–19 miesięcy od zapylenia, uwalniają nasiona i zazwyczaj opadają wkrótce potem, szypułka pozostaje na gałęzi. W liściu znajduje się jedna wiązka przewodząca i 2 kanały żywiczne. Igły pozostają na drzewie przez 10–30 lat. 
P. nelsonii rośnie na wysokości 1800–2500 m n.p.m.. Rośnie razem z P. cembroides. Na bardzo suchych stanowiskach towarzyszą jej także zarośla kserofitów. Występuje w klimacie umiarkowanym, z deszczowym latem. Tolerancyjna na suszę.
Nasiona rozsiewane są przez ptaki, głównie Aphelocoma ultramarina.

## Systematyka
Pozycja gatunku w obrębie rodzaju Pinus:
- podrodzaj Strobus
  - sekcja Parrya
    - podsekcja Nelsoniae
      - gatunek P. nelsonii

## Zastosowanie
Nasiona są jadalne i ze względów smakowych cenione przez lokalną ludność wyżej niż nasiona P. cembroides.